# Estação Guará
A Estação Guará é uma das estações do Metrô do Distrito Federal, situada em Guará, entre a Estação Feira e a Estação Arniqueiras. Administrada pela Companhia do Metropolitano do Distrito Federal, faz parte da Linha Verde e da Linha Laranja.
Foi inaugurada em 10 de maio de 2010. Localiza-se na Sria II Qe 23. Atende a região administrativa do Guará.